# Liste over kritisk truede fugle
- Arter uddød i vild tilstand (EW): 5 arter
- Kritisk truede fugle (CR): 223 arter
- Truede (EN): 460 arter
- Sårbare (VU): 798 arter
- Næsten truet (NT): 1.001 arter
- Ikke truet (LC): 8.460 arter
- Utilstrækkelige data (DD): 52 arter

- 10.999  arter er blevet  evalueret
- 10.947 af dem er fuldt vurderet [a]
- 9.461 er ikke truet nu[b]
- 1.481 til 1.533 er truet[c]
- 164 til 183 uddøde:
  - 159 uddøde (EX) arter[d]
  - 5 uddød i vild tilstand (EW)
  - 19 formodes uddøde [CR(PE)]

1. ↑  ekskluderer evalueringer med Utilstrækkelige data (DD).
2. ↑  NT og LC.
3. ↑  Truet omfatter CR, EN og VU. Det højeste  estimat medregner DD (Utilstrækkelige data).
4. ↑  Diagrammet udelader uddøde (EX) arter

I december 2019 opregnede International Union for Conservation of Nature (IUCN) 223 kritisk truede fuglearter herunder 19, der er mærket som muligvis uddøde eller muligvis uddøde i naturen.  2% af alle evaluerede fuglearter er anført som kritisk truede fuglearter, . Ingen underpopulationer af fugle er blevet evalueret af IUCN.
Derudover er der for 55 fuglearter (0,48% af de evaluerede) angivet at dataene er mangelfulde, hvilket betyder, at der ikke er tilstrækkelig information til en fuldstændig vurdering af bevaringsstatus. Da disse arter typisk har små habitater og/eller bestande, er de iboende sandsynligt truede ifølge IUCN. Mens kategorien af data mangler indikerer, at der ikke er foretaget nogen vurdering af udryddelsesrisiko for taxaerne, bemærker IUCN, at det kan være hensigtsmæssigt at give dem "den samme grad af opmærksomhed som truede taxaer, i det mindste indtil deres status kan vurderes."
Dette er en komplet liste over kritisk truede fuglearter evalueret af IUCN. Arter, der betragtes som muligvis uddøde af IUCN, er markeret som sådan. Hvor det er muligt, er der almindelige navne på taxa, mens links peger på det videnskabelige navn, der bruges af IUCN.

## Stormfugle(Procellariiformes)
Includes petrels and albatrosses.
- Tristan albatros (Diomedea dabbenena)
- Maoristormsvale (Fregetta maoriana)
- Guadelupestormsvale (Oceanodroma macrodactyla)  (måske uddød)
- Galapagosalbatros (Phoebastria irrorata)
- Mascarenerpetrel (Pseudobulweria aterrima)
- Beck's petrel (Pseudobulweria becki)
- Fijipetrel (Pseudobulweria macgillivrayi)
- Jamaican petrel (Pterodroma caribbaea)   (måske uddød)
- Magentapetrel (Pterodroma magentae)
- Galapagospetrel (Pterodroma phaeopygia)
- Mexicoskråpe (Puffinus auricularis)
- Puffinus bryani (Bryan's shearwater på engelsk)
- Puffinus myrtae intet dansk navn  (Rapa shearwater på engelsk)
- Hawaiiskråpe (Puffinus newelli)
- Balearskråpe (Puffinus mauretanicus)

## Tranefugle(Gruiformes)
("Crane-like")
- Zapatarikse (Cyanolimnas cerverai)
- Ny caledonisk skovrikse (Gallirallus lafresnayanus)
- Guamskovrikse (Hypotaenidia owstoni)
- Snetrane (Leucogeranus leucogeranus)
- Samoarørhøne (Gallinula pacifica)   (måske uddød)
- Makirarørhøne (Gallinula silvestris)
- Hvidvinget dunhale (Sarothrura ayresi)

## Papegøjer

### Kakapo
- Kakapo (Strigops habroptila)

### Kakaduer
- Filippinsk kakadu (Cacatua haematuropygia)
- Lille gultoppet kakadu (Cacatua sulphurea)

### Papegøjer(Psittacidae)
- Kejseramazone (Amazona imperialis)
- Amazona lilacina  intet dansk navn
- Puerto Rico-amazone (Amazona vittata)
- Havblå ara (Anodorhynchus glaucus)
- Stor soldaterara (Ara ambiguus)
- Blåstrubet ara (Ara glaucogularis)
- Rødøret ara (Ara rubrogenys)
- Fijiprydlori (Charmosyna amabilis)
- Diademprydlori (Charmosyna diadema)
- Buruprydlori (Charmosyna toxopei)
- Orangepandet parakit (Cyanoramphus malherbi)
- Indigodværgamazone (Hapalopsittaca fuertesi)
- Svaleparakit (Lathamus discolor)
- Orangebuget græsparakit (Neophema chrysogaster)
- Suluspatelhalepapegøje (Prioniturus verticalis)
- Blånakket conure (Pyrrhura subandina)  (måske uddød)
- Smaragdlori (Vini ultramarina)

## Duer(Columbiformes)
- Tuamotupurpurdue (Alopecoenas erythropterus)
- Hvidmasket Grådue (Claravis geoffroyi)
- Sølvdue (Columba argentina)
- Blåøjet spurvedue (Columbina cyanopis)
- Tanddue (Didunculus strigirostris)
- Negrosdolkestiksdue (Gallicolumba keayi)
- Sulu bleeding-heart (Gallicolumba menagei)
- Suludolkestikdue (Gallicolumba platenae)
- Grenadajorddue (Leptotila wellsi)
- Canlaonfrugtdue (Ptilinopus arcanus)
- Rapafrugtdue (Ptilinopus huttoni)

## Årefodede(Pelecaniformes)
- Hvidbuget hejre (Ardea insignis)
- São Tomé-ibis (Bostrychia bocagei)
- Hvidskuldret ibis (Pseudibis davisoni)
- Kæmpeibis (Thaumatibis gigantea)

## Hønsefugle(Galliformes)
- Blåknoppet hokko (Crax alberti)
- Pindare hokko (Crax pinima)
- Edwardsfasan (Lophura edwardsi)
- Uttar Pradesh-vagtel (Ophrysia superciliosa)
- Pauxi koepckeae, intet dansk navn (Sira Curassow på engelsk)
- Sydlig hjelmhokko (Pauxi unicornis)
- Trinidadfløjtehøne (Pipile pipile)
- Djibouti-bjergfrankolin (Pternistis ochropectus)

## Næsehornsfugle(Bucerotiformes)
- Sulunæsehornsfugl (Anthracoceros montani)
- Panayrynkenæb (Rhabdotorrhinus waldeni)
- Hjelmnæsehornsfugl (Rhinoplax vigil)

## Falke-ordenen(Accipitriformes)
- Hispaniolavåge (Buteo ridgwayi)
- Cubabaza (Chondrohierax wilsonii)
- Hvidrygget grib (Gyps africanus)
- Bengalgrib (Gyps bengalensis)
- Indisk grib (Gyps indicus)
- Rüppells grib (Gyps rueppelli)
- Langnæbbet grib (Gyps tenuirostris)
- Madagaskarflodørn (Haliaeetus vociferoides)
- Hættegrib (Necrosyrtes monachus)
- Flores høgeørn (Nisaetus floris)
- Abeørn (Pithecophaga jefferyi)
- Rødhovedet grib (Sarcogyps calvus)
- Hvidhovedet grib (Trigonoceps occipitalis)

## Andefugle(Anseriformes)
- Laysanand (Anas laysanensis)
- Manchurerand (Aythya baeri)
- Madagaskar hvidøjet and (Aythya innotata)
- Brasiliansk skallesluger (Mergus octosetaceus)
- Rosenhovedet and (Rhodonessa caryophyllacea)
- Koreagravand (Tadorna cristata)

## Ugle-ordenen
- Pernambucospurveugle (Glaucidium mooreorum)
- Otus feae intet dansk navn (Annobón scops owl på engelsk)
- Siaudværghornugle (Otus siaoensis)

## Mågevadefugle-ordenen(Charadriiformes)
- Skeryle (Calidris pygmaea)
- Newzealandsk præstekrave (Charadrius obscurus obscurus)
- Sort Stylteløber (Himantopus novaezelandiae)
- Eskimospove (Numenius borealis)   (måske uddød)
- Tyndnæbbet spove (Numenius tenuirostris)
- Bangaloreørkenløber (Rhinoptilus bitorquatus)
- Kinesisk Topterne (Thalasseus bernsteini)
- Steppevibe (Vanellus gregarius)
- Javavibe (Vanellus macropterus)

## Skrigefugle(Coraciiformes)
- Blåbåndet isfugl (Alcedo euryzona)
- Mangarevaisfugl (Todiramphus gambieri)
- Marquesasisfugl (Todiramphus godeffroyi)

## Spurvefugle(Passeriformes)

### Myrefugle(Thamnophilidae)
- Brancomyrefugl (Cercomacra carbonaria)
- Paranámyresmutte (Stymphalornis acutirostris)
- Rio de Janeiro-myresmutte (Myrmotherula fluminensis)
- Alagoasmyresmutte (Myrmotherula snowi)
- Broget myresmutte (Terenura sicki)

### Ovnfugle(Furnariidae)
- Cuzcocinclodes (Cinclodes aricomae)
- Hvidbuget cinclodes (Cinclodes palliatus)
- Más afuera-rayadito (Aphrastura masafuerae)
- Hoary-throated spinetail (Synallaxis kollari)
- Marañóntrådhale (Synallaxis maranonica)

### Monarker(Monarchidae)
- Sangihe paradismonark (Eutrichomyias rowleyi)
- Huahunamonark (Pomarea iphis)
- Ua Pou-monark (Pomarea mira)  (måske uddød)
- Tahitimonark (Pomarea nigra)
- Fatuhivamonark (Pomarea whitneyi)
- Boanomonark (Symposiachrus boanensis)

### Corvids
- Korthalet jagtskade (Cissa thalassina)
- Marianerkrage (Corvus kubaryi)
- Banggaikrage (Corvus unicolor)

### Rørsangere(Acrocephalidae)
- Laysansanger (Acrocephalus familiaris)
- Acrocephalus hiwae intet dansk navn (Saipan reed warbler på engelsk)
- Moorea rørsanger (Acrocephalus longirostris)   (måske uddød)
- Rimatarasanger (Acrocephalus rimitarae)

### Brillefugle(Zosteropidae)
- Norfolkbrillefugl (Zosterops albogularis)
- Mauritiusbrillefugl (Zosterops chloronothos)
- Sangihebrillefugl (Zosterops nehrkorni)
- Rotabrillefugl (Zosterops rotensis)

### Leiothrichidae
- Rødpandet skadedrossel (Garrulax rufifrons)
- Bugunpragttimalie (Liocichla bugunorum)
- Fløjlspandet Skadedrossel (Pterorhinus courtoisi)

### Drosler(Turdidae)
- Olomao (Myadestes lanaiensis)  (måske uddød)
- Puaiohi (Myadestes palmeri)
- Taitadrossel (Turdus helleri)
- Turdus xanthorhynchus intet dansk navn ( Príncipe thrush på engelsk)

### Stære(Sturnidae)
- Sortvinget stær (Acridotheres melanopterus)
- Ponapétræstær (Aplonis pelzelni)
- Stor beo (Gracula robusta)
- Balistær (Leucopsar rothschildi)

### Finker(Fringillidae)
- São Tomé-sisken (Crithagra concolor)
- Hemignathus affinis intet dansk navn (måske uddød)
- Hemignathus hanapepe  intet dansk navn (måske uddød)
- Palila (Loxioides bailleui)
- Akekee (Loxops caeruleirostris)
- Mauiakepa (Loxops ochraceus)  (måske uddød)
- Akikiki (Oreomystis bairdi)
- Akohekohe (Palmeria dolei)
- Oahuklatrefinke (Paroreomyza maculata)   (måske uddød)
- Mauifinke (Pseudonestor xanthophrys)
- Ou (Psittirostra psittacea)  (måske uddød)
- Nihoafinke (Telespiza ultima)

### Tangarer(Thraupidae)
- Mangrovefinke (Camarhynchus heliobates)
- Mellemgalapagosfinke (Camarhynchus pauper)
- Rubinstrubet Tangar (Nemosia rourei)
- Goughfinke (Rowettia goughensis)

### Andre spurvefugle
- Razolærke (Alauda razae)
- Carrizalfrøfinke (Amaurospiza carrizalensis)
- Araripe-manakin (Antilophia bokermanni)
- Kongehonningæder (Anthochaera phrygia)
- Taita-apalis (Apalis fuscigularis)
- Langnæbbet skrædderfugl (Artisornis moreaui)
- Antioquiakratfinke (Atlapetes blancae)
- Sydkokako (Callaeas cinerea)  (måske uddød)
- Fuglekongetyran (Calyptura cristata)
- Sangihe-tornskadedrossel (Coracornis sanghirensis)
- Halsbandkotinga (Cotinga maculata)
- Réuniongråfugl (Lalage newtoni)
- Indigoniltava (Cyornis ruckii)
- Cebublomsterpikker (Dicaeum quadricolor)
- Gulbrystet værling (Emberiza aureola)
- Táchiramyrepitta (Grallaria chthonia)
- Grallaria urraoensis intet dansk navn (Urrao Antpitta på engelsk)
- Ravnehonningæder (Gymnomyza aubryana)
- Somalilærke (Heteromirafra archeri)
- Gurney's pitta (Hydrornis gurneyi)
- Bahamatrupial (Icterus northropi)
- São Tomé-tornskade (Lanius newtoni)
- Sankt Lucia-sanger (Leucopeza semperi)
- Kastanjekronet piha (Lipaugus weberi)
- Stresemanns børstefjæs (Merulaxis stresemanni)
- Socorrospottedrossel (Mimus graysoni)
- Isabellapirol (Oriolus isabellae)
- Alagoasbørstetyran (Phylloscartes ceciliae)
- Iquitossnerresmutte (Polioptila clementsi)
- Hvidøjet flodsvale (Pseudochelidon sirintarae)
- Skægbulbul (Pycnonotus zeylanicus)
- Colombiasmutte (Thryophilus nicefori)
- Cozumelrøddrossel (Toxostoma guttatum)
- Santa Marta-gærdesmutte (Troglodytes monticola)
- Bachmansanger (Vermivora bachmanii) (måske uddød)

## Caprimulgiformes(Caprimulgiformes)
- Ny Caledonisk Uglesvale (Aegotheles savesi)
- Eurostopodus exul intet dansk navn (måske uddød, New Caledonian nightjar på engelsk)
- Jamaicapoorwill (Siphonorhis americana) (måske uddød)

## Sejlere(Apodiformes)
- Santa Marta-sabelvinge (Campylopterus phainopeplus)
- Turkisstrubet kvastben (Eriocnemis godini) (måske uddød)
- Kravekvastben (Eriocnemis isabellae)
- Aricadværgkolibri (Eulidia yarrellii)
- Safirbuget Kolibri (Lepidopyga lilliae)
- Brunøret Pragtalf (Lophornis brachylophus)
- Santa Marta-hjelmkolibri (Oxypogon cyanolaemus)
- Juan Fernandez-ildkrone (Sephanoides fernandensis)

## Spættefugle(Piciformes)
- Kejserspætte (Campephilus imperialis)  (måske uddød)
- Elfenbensspætte (Campephilus principalis)
- Okinawaspætte (Dendrocopos noguchii)

## Andre fuglearter
- Indisk trappe (Ardeotis nigriceps)
- Sumatraløbegøg (Carpococcyx viridis)
- Mindorosporegøg (Centropus steerii)
- Juleø-fregatfugl (Fregata andrewsi)
- Californisk kondor (Gymnogyps californianus)
- Stor florikan (Houbaropsis bengalensis)
- Chathamskarv (Leucocarbo onslowi)
- Slettevandrer (Pedionomus torquatus)
- Hættelappedykker (Podiceps gallardoi)[5]